# Dalea thouinii
Dalea thouinii är en ärtväxtart som beskrevs av Franz von Paula Schrank. Dalea thouinii ingår i släktet Dalea, och familjen ärtväxter. Inga underarter finns listade i Catalogue of Life.